# Exercises
Exercises è il secondo album in studio del gruppo musicale scozzese Nazareth, uscito nel luglio 1972.
L'album presenta un hard rock primordiale, con spunti folk e country.

## Tracce
Brani composti dai Nazareth.
Lato A
1. I Will Not Be Led – 3:03
2. Cat's Eye, Apple Pie – 3:10
3. In My Time – 3:30
4. Woke Up This Morning – 3:14
5. Called Her Name – 4:22

Durata totale: 17:19
Lato B
1. Fool About You – 2:47
2. Love, Now You're Gone – 2:25
3. Madelaine – 5:56
4. Sad Song – 2:12
5. 1692 (Glencoe Massacre) – 3:56

Durata totale: 17:16
Edizione CD del 2002 (30th Anniversary, pubblicato dalla Eagle Records (EAMCD146)
Brani composti dai Nazareth.
1. I Will Not Be Led
2. Cat's Eye, Apple Pie
3. In My Time
4. Woke Up This Morning
5. Called Her Name
6. Fool About You
7. Love Now You're Gone
8. Madelaine
9. Sad Song
10. 1692 (Glencoe Massacre)
11. If You See My Baby – Bonus Track - B-Side
12. Woke Up This Morning – Bonus Track - Alternate Edit
13. Love Now You're Gone – Bonus Track - Alternate Edit
14. 1692 (Glencoe Massacre) – Bonus Track - Alternate Edit

## Formazione
- Dan McCafferty - voce solista
- Manny Charlton - chitarra acustica a sei corde, chitarra acustica a dodici corde, chitarra elettrica, chitarra steel, accompagnamento vocale
- Pete Agnew - basso, chitarra acustica, accompagnamento vocale
- Darrell Sweet - batteria, accompagnamento vocale

Musicisti aggiunti
- David Hentschel - sintetizzatore A.R.P. (brani: Woke Up This Morning, Love, Now You're Gone e 1692 (Glencoe Massacre))
- Judd Lander - armonica (brani: Cat's Eye, Apple Pie e Fool About You)
- Judd Lander - cornamuse (bagpipes) (brano: 1692 (Glencoe Massacre))
- Colin Fretcher - arrangiamenti (strumenti ad arco) (brani: I Will Not Be Led, Sad Song e 1692 (Glencoe Massacre))